# Roqia Abubakr
Roqia Abubakr, née le 7 juin 1917, est une femme politique afghane. Elle est l'une des premières femmes élues au Parlement du pays.

## Biographie
Née en 1917, elle épouse son premier mari M. Yousof en août 1933. Il meurt deux ans plus tard. Elle étudie à la faculté de sociologie de l'université de Kaboul et devient enseignante en 1940. Entre 1941 et 1949, elle est directrice de l'école de filles Zarghuna à Kaboul. En 1945, elle épouse M. Abubakr ; le couple a deux filles et un fils puis divorce en 1970.
Après avoir quitté l'école Zarghuna, elle travaille comme directrice générale de la Women's Welfare Society jusqu'en 1962, avant de rejoindre le ministère de l'Éducation en 1963. Elle est également directrice générale de la Société du Croissant-Rouge.
En 1964, Roqia Abubakr est élue à l'Assemblée constitutionnelle, qui rédige la constitution de 1964, laquelle introduit le suffrage des femmes. Elle devient ensuite l'une des quatre premières femmes, avec Khadija Ahrari, Masuma Esmati-Wardak et Anahita Ratebzad, élues à la Chambre du peuple du Parlement, représentant le premier district de la ville de Kaboul,.
Elle ne se représente pas aux élections législatives de 1969. Elle retourne ensuite au ministère de l'Éducation, en tant que directrice nationale du programme d'alphabétisation, de 1972 à 1973. Elle est également animatrice à Radio Afghanistan pendant cinq ans.